# Denis Dyack

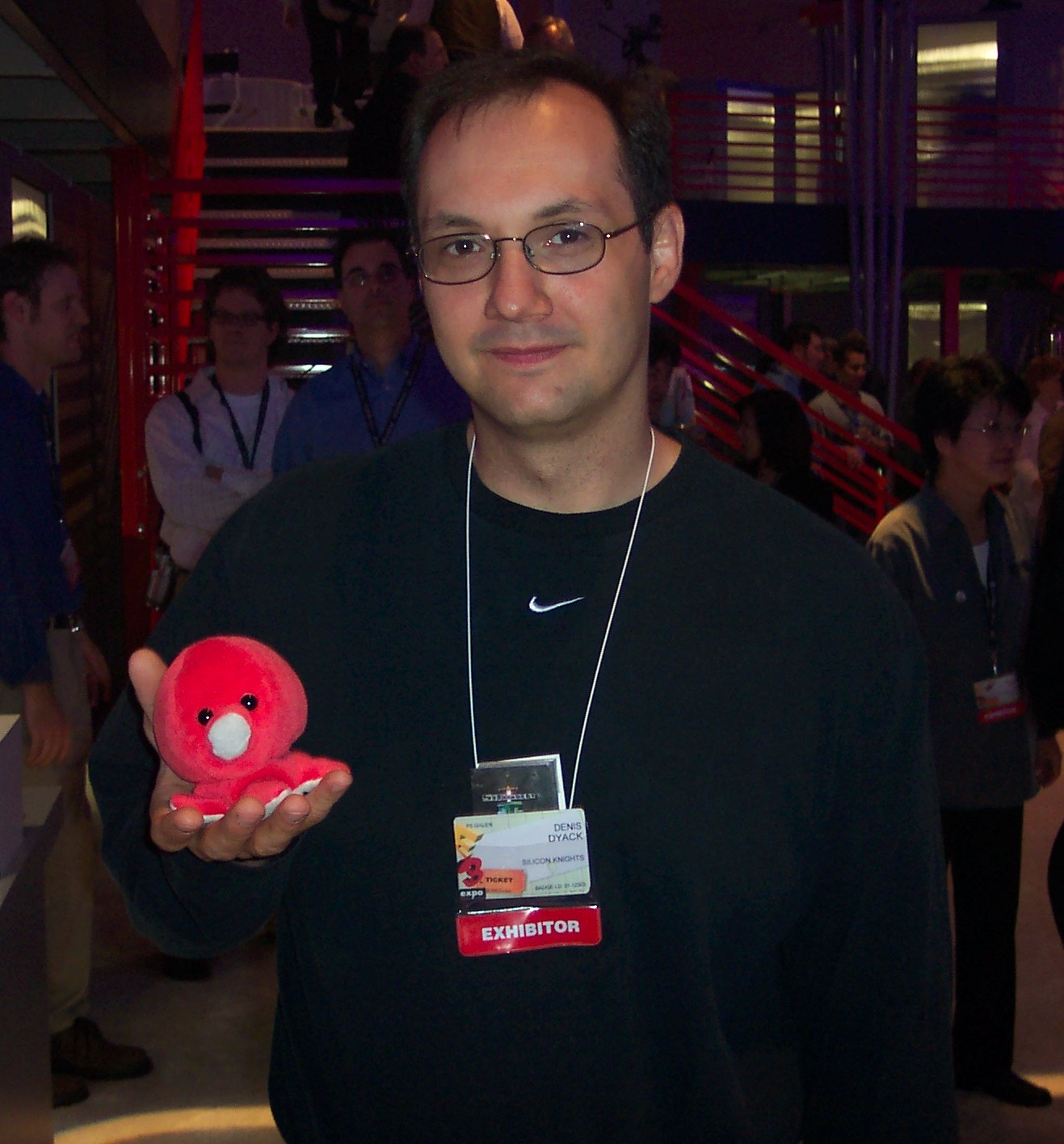
Denis Dyack.

Denis Dyack (nascido em 14 de julho de 1966) é o ex-presidente da desenvolvedora de jogos eletrônicos localizada no Canadá, Silicon Knights, e é um designer, escritor, diretor e produtor de jogos eletrônicos. Dyack dirigiu a produção dos aclamados Blood Omen: Legacy of Kain e Eternal Darkness: Sanity's Requiem, e foi nomeado ao Canadian Gaming Hall of Fame pelo Canadian Game Development Talent Awards em novembro de 2011.

## Biografia
Denis Dyack formou-se em Educação Física na Brock University, e obteve bacharelado em Ciência da Computação na mesma universidade, e um Mestrado de Ciência da Computação na Universidade de Guelph. Dyack co-fundou a Silicon Knights em 1992, e os primeiros jogos da empresa foram desenvolvidos para computadores DOS, Atari ST e Amiga, mudando para desenvolvimento para consoles em 1996, com Blood Omen: Legacy of Kain para o PlayStation original.
Em 1998, a Silicon Knights faz uma parceria para se tornar uma desenvolvedora second-party da Nintendo e desenvolver Eternal Darkness: Sanity's Requiem para o Nintendo 64. O jogo foi atualizado para se tornar um dos primeiros títulos de lançamento do Nintendo Gamecube. Uma parceria subsequente entre a Nintendo, a Konami e a Silicon Knights culminou no lançamento Metal Gear Solid: The Twin Snakes para o GameCube, um remake do renomado jogo Metal Gear Solid lançado originalmente para Playstation 
A parceria com a Nintendo acabou por se dissolver em abril de 2004, e uma nova colaboração com a Microsoft foi anunciada em 2006. Desde lá Dyack coordenou o desenvolvimento dos jogos Too Human para o Xbox 360 e X-Men Destiny para Xbox 360 e PS3.
Em 2012 a Silicon Knights se envolveu numa disputa judicial contra a Epic Games devido ao motor gráfico usado no jogo Too Human. Perdendo a disputa tiveram que indenizar a Epic Games por volta de 4 milhões de dólares além de recolherem e destruírem cópias do jogo. Isto seguido de outros problemas com o governo Canadense levou ao encerramento da empresa, anunciado na mídia em maio de 2013. A maioria dos funcionários da empresa foram demitidos em meados de 2012 e Dyack durante esse tempo formou uma nova empresa, a Precursor Games, com um grupo de seletos ex-funcionários da Silicon Knights. No momento do anúncio, a Silicon Knights não tinha declarado falência e o diretor financeiro da SK, Mike Mays, insistiu que o estúdio estava "definitivamente vivo."
Em 2013 a Precursor Games lançou uma campanha de angariação de fundos no Kickstarter para o jogo Shadow of the Eternals, sucessor espiritual de Eternal Darkness. Com muitos problemas subsequentes o dinheiro angariado foi retornado aos contribuintes e Dyack deixou a Precursor Games no final de 2014 para criar a Quantum Entanglement Entertainment, Inc. Até 2017 Shadow of the Eternals se encontra na situação de development hell.

## Controvérsias
Dyack ganhou alguma notoriedade depois que expressou opiniões controversas sobre o papel da imprensa de jogos eletrônicos e os efeitos da cultura de fóruns de internet sobre a indústria de videogames.

Numa entrevista de julho de 2005, Dyack revelou sua perspectiva sobre o futuro dos grandes jogos online (MMO's):
"Eu realmente quero um enredo concreto, quero descobrir um mistério, ter uma experiência... Em vez de apenas tentar chegar ao próximo nível. Eu acho que no futuro, quando a banda-larga tornar-se um problema menor, jogos multi-player e jogos single-player irão começar a se fundir. Quer sejam cooperativos ou competitivos, haverá uma componente online para quase tudo. O futuro do hardware é não ter mais hardware."
No início de 2015, Dyack deu uma entrevista para NicheGamer em que afirmou seu apoio ao movimento Gamergate.

## Elogios e prêmios
Dyack é um membro da Peter Drucker Society e do conselho da Entertainment Software Association of Canada. Em 2011, foi nomeado para o Canadian Game Developers Hall of Fame. Dyack foi premiado com o Outstanding Achievement in Character or Story Development (Prêmio de Excelência em Desenvolvimento de Personagens ou Enredo) pela Academia de Artes e Ciências Interativas pelo seu trabalho em Eternal Darkness.